# Entephria gelata
Entephria gelata là một loài bướm đêm trong họ Geometridae.